# SAR Elektronic
Die SAR Elektronic GmbH ist ein weltweit operierender Systemlieferant für die Industrie- und Prozessautomation, welcher 1985 im niederbayerischen Dingolfing gegründet wurde. Darauf folgten weitere Niederlassungen in Deutschland an den Standorten Versmold, Westerham, Leipzig, Gunzenhausen und Köln. Im Jahr 1996 erweiterte SAR sich mit Niederlassungen in Südafrika, 1998 in den USA, 2005 in Slowenien, 2006 in der Schweiz, 2007 in England und 2011 in Österreich.
Die SAR beschäftigt derzeit über 700 Mitarbeiter weltweit und ist am Hauptstandort in Dingolfing mit rund 300 Mitarbeitern nach BMW der zweitgrößte Arbeitgeber.
Zum Kundenkreis des Unternehmens zählen Industriekonzerne, mittelständische Unternehmen und kommunale Verbände.

## Geschäftsfeld
SAR automatisiert Industrieanlagen und Prozesse in den Fachbereichen Automation, Sondermaschinenbau, IT-Services, Oberflächensysteme, Kunststoffsysteme und Prozess- und Umwelttechnik zusammen mit dem Schaltanlagenbau. Das Spektrum reicht von Produktions- oder Prüfanlagen in der Kfz-Industrie bis zur Verbrennungsoptimierung in Heizkraftwerken.

## Geschichte
Im Jahr 1985 erfolgt die Gründung von SAR Elektronic durch Konrad Sigl, Albert Schmerbeck und Johann Hautz. 1994 wird die Niederlassung in Versmold eröffnet, 1996 folgt der Standort in Südafrika, 1997 der Standort in China und 1998 ein Standort in den USA. Nach der Eröffnung einer Niederlassung in Leipzig (2002) und der Standorte in Slowenien (2005), in der Schweiz (2006) und in England (2007) wird 2010 die Niederlassung in Frechen eröffnet. 2018 folgten ein Vertriebsbüro im niederländischen Breda und eine Niederlassung im ungarischen Várpalota.
Nachdem bereits 2005 die Übernahme der DAT Automatisierungstechnik aus Gunzenhausen erfolgte, erwirbt SAR Elektronic 2012 die Mehrheitsbeteiligung an der „TECCAD engineering GmbH“ in Landshut und 2017 eine Mehrheitsbeteiligung an der „ima-tec GmbH“ in Kürnach.